# Archirhoe neomexicana
Archirhoe neomexicana là một loài bướm đêm trong họ Geometridae.